# Побиванка (Липоводолинский район)
Побиванка (укр. Побиванка) — село,
Липоводолинский поселковый совет,
Липоводолинский район,
Сумская область,
Украина.
Код КОАТУУ — 5923255105. Население по переписи 2001 года составляло 346 человек.
Найдена на подробной карте Российской Империи и близлежащих заграничных владений. Столистовая карта.1816 года как хутор Побывановский

## Географическое положение
Село Побиванка находится в 4-х км от левого берега реки Хорол.
Примыкает к селу Зелёная Балка (Гадячский район) Полтавской области.
По селу протекает пересыхающий ручей с запрудой.

## Объекты социальной сферы
- Школа I—II ст.